# Schizorhynchidae
Famille
Les Schizorhynchidae  sont une famille de vers plats aquatiques de l'ordre des Rhabdocoela (infra-ordre des Schizorhynchia  et sous-ordre des Kalyptorhynchia).

## Écologie
Malgré leur petite taille, des espèces de Schizorhynchidae du genre Carcharodorhynchus ont été observées parasitées par des sporozoaires du genre Rhytidocystis.

## Systématique
Le nom valide complet (avec auteur) de ce taxon est Schizorhynchidae Graff, 1905.
Schizorhynchidae a pour synonymes :
- Schizorhynchidarum (cf. Genres synonymes ou invalides),
- Thylacorhynchidae Meixner, 1928,
- Typhlorhynchidae Meixner, 1926.

### Liste des genres
Selon la base de données World Register of Marine Species (2 janvier 2024), la famille des Schizorhynchidae regroupe les genres suivants :
- Amphirhynchus Schilke, 1970
- Carcharodorhynchus Meixner, 1938
- Carolinorhynchus Noldt, 1987
- Coagulescorhynchus Noldt & Hoxhold, 1984
- Limirhynchus Schilke, 1970
- Linguabana Rundell & Leander, 2014
- Neoschizorhynchus Schilke, 1970
- Paraschizorhynchoides Schilke, 1970
- Parathylacorhynchus Dean, 1980
- Proschizorhynchella Schilke, 1970
- Proschizorhynchoides Noldt, 1989
- Proschizorhynchus Meixner, 1928
- Pseudoschizorhynchoides Schilke, 1970
- Schizochilus Boaden, 1963
- Schizorhinos Rundell & Leander, 2014
- Schizorhynchoides Meixner, 1928
- Schizorhynchus Hallez, 1894
- Serratorhynchus Noldt, 1988
- Thylacorhynchus de Beauchamp, 1927
- Trapichorhynchus Marcus, 1949
- Typhlorhynchus Laidlaw, 1902
- Undicola Rundell & Leander, 2014

### Genres synonymes ou invalides
Le genre Paraschizorhynchus Meixner, 1938 est synonyme de Proschizorhynchus Meixner, 1928. Au départ nomen nudum, ce genre est reconnu en 1992 par Karling comme Proschizorhynchus Meixner, 1928 .
Le genre Schizorhynchidarum est en fait la famille des  Schizorhynchidae Graff, 1905. L'erreur provient de l'emploi du génitif pluriel de Schizorhynchidae (c'est-à-dire "Schizorhynchidarum"), pour désigner "une espèce de Schizorhynchidae".

### Publication originale
(de) Ludwig von Graff, « Marine Turbellarien Orottavas und der Küsten Europas », Zeitschrift fur wissenschaftlige Zoologie, vol. 83, 1905, p. 68-150 lire